# Цезарій Лазаревич
Цезарій Кароль Лазаревич (Cezary Karol Łazarewicz) (нар . 6 липня 1966, Дарлово) — польський журналіст, публіцист і письменник, активіст демократичної опозиції в ПНР, лауреат премії «Nike» (2017).

## Біографія
Випускник Морської школи в Дарлові. У середині 1980-х рр. брав участь у діяльності пацифістського та опозиційного Руху за свободу та мир. Займався розповсюдженням друготиражних журналів, редагував підпільну пресу («Ухо», «Реверс»).
Після політичних змін організував «Газету Обивательську». Вступив до Асоціації польських журналістів. З 1991 року публікувався в «Gazeta Wyborcza», був директором Radio na Fali в Щецині та журналістом «Przekrój». З 2007 року він був пов'язаний із «Політикою» як публіцист у національній секції, потім із «Newsweek» та «Wprost». У 2015 році приєднався до редакції порталу Wirtualna Polska. Того ж року він опублікував книгу Elegancki morderca, в якій розповідає історію польського серійного вбивці Владислава Мазуркєвича.
У 2009 році був номінований на журналістську премію MediaTory в одній із категорій. У 2016 році став лауреатом цієї премії в категорії «Спостерігач». У 2014 році він програв законний позов проти Асоціації польських журналістів, який він порушив проти організації після того, як був номінований на Гієну року за статтю про стосунки Ярослава та Леха Качинських з їхнім батьком Раймундом під назвою Раймунд Качинський. Батько братів.
Він є чоловіком Єви Вінницької, з якою він написав книги «Ласкаво просимо до Тройок» і «1968. Настають нові часи».

## Нагороди та відзнаки
У 2014 році нагороджений Хрестом Свободи та Солідарності.
Лауреат премій: Історична книга року 2016 та Літературної премії «Ніке» 2017 за книгу «Щоб не було слідів». Ця книга також була номінована на історичну премію. Kazimierz Moczarski 2017. У жовтні 2023 року він отримав нагороду Краківської книги місяця за Na Szewskiej. Справа Станіслава Пияса.
У 2021 році отримав звання почесного громадянина гміни Кадзідло.

## Видання
- Ласкаво просимо до Тройки (співавтор: Ewa Winnicka, Agora, 2012)
- Кафка з Мрожеком. Поморське повідомляє (Біда, 2012)
- Шість поверхів класу люкс. Перервана історія дому братів Яблковських (Znak, 2013 ; Czarne, 2020)
- Елегантний вбивця (WAB, 2015)
- Щоб не було слідів (Czarne, 2016)
- Говорить Польща. Репортажі з Померанії (Czarne, 2017)
- Анджей Бобер і Цезарій Лазаревич розмовляють із Лехом Валенсою (співавтор: Анджей Бобер, WAB, 2017)[19]
- Мереживна робота. Справа Горгонової (Czarne, 2018)
- 1968 рік. Настають нові часи (співавтор: Ева Вінницька, Agora, 2018)
- Нічого особистого. Справа Януша Валуша (Соня Драга Post factum, 2019)
- На вулиці Шевській. Справа Станіслава Пияса (Читач, 2023)